# Cotinusa magna
Cotinusa magna là một loài nhện trong họ Salticidae.
Loài này thuộc chi Cotinusa. Cotinusa magna được Elizabeth Maria Gifford Peckham & George William Peckham miêu tả năm 1894.